# 贡口湾站
贡口湾站位於中华人民共和国山东省青岛市黄岛区貢北路，是青岛地铁13号线的地铁车站。2018年12月26日开通。贡口湾站共有4個出入口

## 车站周边
- 青岛西海岸新区琅琊初级中学
- 贡北路（北）
- 贡北路（南）
- 西港头村
- 毕家村
- 翁沟村
- 东红石村
- 前红石村

## 交通资讯
贡口湾地铁站：703